# Potamothrix manus
Potamothrix manus är en ringmaskart som beskrevs av Finogenova 1976. Potamothrix manus ingår i släktet Potamothrix och familjen glattmaskar. Inga underarter finns listade i Catalogue of Life.